# Comuna Cervone, Șîroke
Cervone (în ucraineană Червоне) este o comună în raionul Șîroke, regiunea Dnipropetrovsk, Ucraina, formată din satele Cervone (reședința), Cervonîi Pluhatar, Demeanivka, Iablunivka, Iavdotivka, Kazankivka, Kotovske, Malînivka, Novomalînivka, Oleksandria, Poltavka, Șîroka Dolîna și Zelenîi Stav.

## Demografie
Componența lingvistică a satului Cervone
     Ucraineană (91,78%)
     Rusă (7,26%)
     Alte limbi (0,42%)
Conform recensământului din 2001, majoritatea populației satului Cervone era vorbitoare de ucraineană (91,78%), existând în minoritate și vorbitori de rusă (7,26%).